# Voleibol do Futebol Clube do Porto
O Futebol Clube do Porto é um clube desportivo da cidade do Porto, Portugal, onde se praticam diversas modalidades. O presente artigo é sobre a sua secção de voleibol, cuja equipa de seniores feminina joga no Campeonato Nacional de Voleibol Feminino, o principal escalão da modalidade em Portugal. 

## História
No ano de 1943 é fundada a secção masculina de voleibol do FC Porto, sob a orientação do treinador Fernando Rodrigues Castro. Naquela altura a equipa de voleibol partilhava o Campo dos Aliados com a secção de basquetebol e foi aí que, sem perder muito tempo se sagraram campeões regionais. Em toda a história desta secção destacam-se a participação na Taça dos Campeões Europeus, na época de 1969/70.
Nos inícios da década de 70, surge então, a primeira tentativa de criação de uma equipa feminina desta modalidade, que não viria a ter muito sucesso, sendo por isso, pouco tempo depois, suspensa. Em 1990, com um total de 9 Campeonatos nacionais e 6 Taças de Portugal, o voleibol masculino do Porto fecha portas.
Cerca de 40 anos depois da primeira tentativa, no verão de 2019, o voleibol feminino é reintroduzido no Porto, através da parceria com a Academia José Moreira (FC Porto/AJM), que durou pouco tempo, pois os dirigentes portistas aperceberam-se logo do potencial da modalidade e, 4 anos depois do retorno do voleibol, o clube já conta com equipa própria.

## Palmarés

### Masculino

#### Nacional
- Campeonato Nacional: 9

1968/69, 1969/70, 1970/71, 1972/73, 1974/75, 1976/77, 1977/78, 1985/86, 1987/88
- Taça de Portugal: 6

1967/68, 1969/70, 1970/71, 1971/72, 1986/87, 1987/88

### Feminino

#### Internacional
- Taça Ibérica: 4

2024

#### Nacional
- Campeonato Nacional: 4

2020/21, 2021/22, 2022/23, 2023/24
- Taça de Portugal: 1

2019/20
- Supertaça: 4

2019, 2020, 2021, 2022
 Atualizado em 22 de setembro de 2024